# Hoplia minuta
Hoplia minuta är en skalbaggsart som beskrevs av Georg Wolfgang Franz Panzer 1789. Hoplia minuta ingår i släktet Hoplia och familjen Melolonthidae. Inga underarter finns listade i Catalogue of Life.